# احمد بن حنبل
ابوعبدالله احمد بن محمد بن حنبل فقیه مسلمان در ۷۸۰ میلادی [۱۶۴ ه‍.ق] در بغداد زاده شد؛ پدر و مادرش از ساکنان مرو بودند. نام کامل وی «احمد بن محمد بن حنبل بن هلال بن اسد بن ادریس بن عبدالله الشیبانی المروزی البغدادی» است. سفرهای زیادی کرد؛ در بغداد برآمد، و در ۸۵۵ میلادی [۲۴۱ ه‍.ق] در همان‌جا درگذشت. مکتب فقه حنبلی، یکی از مذاهب اربعهٔ اهل سنت، پس از مرگ وی به وسیلهٔ شاگردانش ایجاد شد. این مکتب جریان متقابلی بود که تفسیر تحت‌اللفظی قرآن، احادیث، تقلیل ارزش قیاس و اجماع را مورد توجه قرار می‌داد.
احمد بن حنبل مسند را تألیف کرد، که مجموعه‌ای بود بالغ بر ۳۰٬۰۰۰ حدیث. این احادیث نه به ترتیب موضوع، بلکه برحسب اسامی صحابه‌ای که حدیث نقل کرده‌اند تنظیم شده‌است. این بزرگ‌ترین مجموعه در نوع خودش است. ابوحنیفه، مالک بن انس، شافعی و احمد بن حنبل را، که مؤسسان مذاهب اربعه اهل سنت بودند، ائمه اربعه می‌نامند.
او در زمینه بررسی احادیث و راویان آن‌ها بسیار سخت‌گیر بوده. عطار نیشابوری در تذکرة الاولیا او را در زمره مشایخ طریقت آورده و تجلیل بسیار از وی کرده‌است.
پیروان احمد ابن حنبل به حنبلی مشهورند.
مادرش ازدواج نکرد و با پسرش احمد زندگانی سختی داشت اما با این وجود او را به مهم‌ترین و بهترین کلاس‌های علمی اسلامی می‌فرستاد. بیشتر درآمد او و مادرش در جوانی پول اجاره دکانی بود که به شخصی به نام عامر اجاره داده بود. او مدت کوتاهی به سفارش عمویش در بیت الحکمه مشغول شد اما روزی دید که عمویش در حال جاسوسی برای هارون الرشید است و چند وقت بعد عمو از او خواست که نامه‌ای را به شخصی برساند احمد با خود کلنجار رفت در میانه راه بهلول را دید بهلول به او گفت: میدانی که هرکس ظالمی را همراهی کند در ظلم او شریک است؟ احمد گفت: بله. پس با مادرش مشورت کرد و نامه را در آب انداخت. و بعد هم کار بیت الحکمه را رها کرد و به تحصیل علوم پرداخت.

## تألیفات
- المسند
- التفسیر
- الناسخ
- المنسوخ
- حدیث شعبه
- المقدم والمؤخر فی القرآن
- جوابات القرآن
- المناسک الکبیر
- المناسک الصغیر
- المصدر
- کتاب السنة
- کتاب الورع
- کتاب مسائل الامام احمد
- رسالة الرد علی الجهمیة
- فضائل الصحابه
- فضائل أمیر المؤمنین علی بن أبی طالب

## شیوخ ابن حنبل
- القاضی ابویوسف متوفی ۱۸۲ هجری قمری
- هشیم بن بشیر ابی حازم الواسطی متوفی ۱۸۳ هجری قمری
- سفیان بن عیینة متوفی ۱۹۸ هجری قمری
- محمد ادریس شافعی متوفی ۲۰۴ هجری قمری
- عبدالرزاق بن همام متوفی ۲۱۱ هجری قمری
- الولید بن مسم
- عبدالرحمان بن مهران
- یحیی القطان

## شاگردان
از مشهورترین شاگران احمد بن حنبل:
- پسرش صالح
- احمد بن محمد بن هانی الاثرم متوفی ۲۶۰هجری قمری
- ابوبکر احمد بن محمد بن هانی البغدادی متوفی ۲۷۳هجری قمری
- عبدالملک بن عبدالحمید بن مهران المیمونی متوفی ۲۷۴هجری قمری
- احمد بن محمد بن الحجاج المروزی متوفی ۲۷۵هجری قمری
- عبدالله بن احمد بن حنبل متوفی ۲۹۰هجری قمری